# Ōtsuchi, Iwate
Ōtsuchi (大槌町 Ōtsuchi-chō) là thị trấn thuộc huyện Kamihei, tỉnh Iwate, Nhật Bản. Tính đến ngày 1 tháng 10 năm 2020, dân số ước tính thị trấn là 11.004 người và mật độ dân số là 55 người/km2. Tổng diện tích thị trấn là 200,4 km2.

## Địa lý

### Đô thị lân cận
- Iwate
  - Miyako
  - Tōno
  - Kamaishi
  - Yamada